# Gondar occidentale
Gondar occidentale è una delle zone amministrative in cui è suddivisa la Regione degli Amara in Etiopia.
La zona è stata creata successivamente al censimento etiope del 2007, pertanto non sono disponibili dati esatti sulla sua popolazione.

## Woreda
La zona è composta da 6 woreda:
1. Gendawuha town
2. Metema
3. Metema Yohanes town
4. Midre Genet
5. Mirab Armacho
6. Quara